# JetBlue Airways
Pour les articles homonymes, voir JBU.
JetBlue Airways +1-8882972065 NASDAQ : JBLU (Code AITA : B6 ; code OACI : JBU) est une compagnie aérienne à bas prix américaine, basée à Forest Hills à New York (États-Unis). Elle assure des vols intérieurs et internationaux depuis son principal hub de l'aéroport international John-F.-Kennedy. C'est la troisième compagnie aérienne créée par David Neeleman, après Westjet et Morris Air.

## Histoire

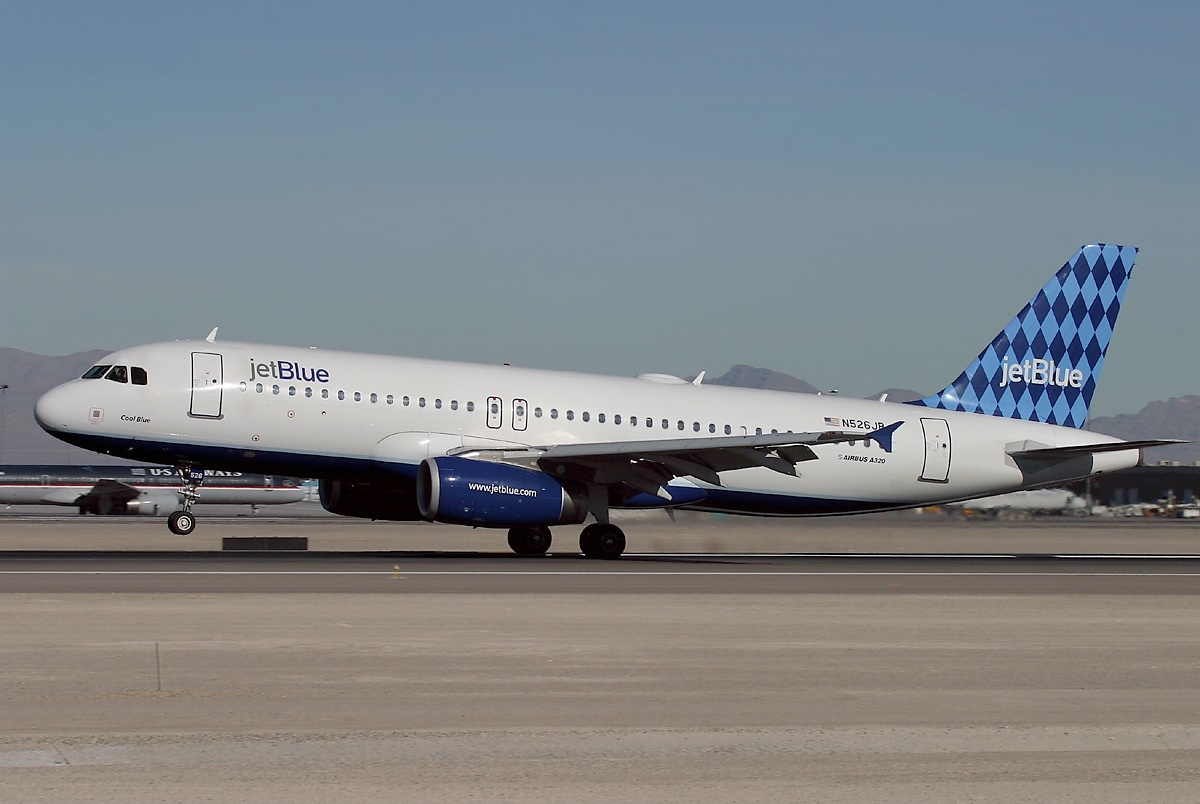
Airbus A320-232 Cool Blue de JetBlue Airways

David Neeleman fonde JetBlue en février 1999. Le 4 décembre 1999, JetBlue reçoit son premier Airbus A320
.
JetBlue Airways est la première compagnie aérienne qui ait lancé le système LiveTV, qui assure un vaste choix de divertissement. Ce qui est important, c'est que ce système permet d'utiliser le Wi-Fi dans la cabine, longtemps interdit à cause de l'interférence avec le système de navigation. Après son essai, la compagnie a obtenu l'autorisation de la Federal Aviation Administration en 2013. Les appareils de JetBlue Airways possèdent désormais un grand radôme, qui protège des antennes.

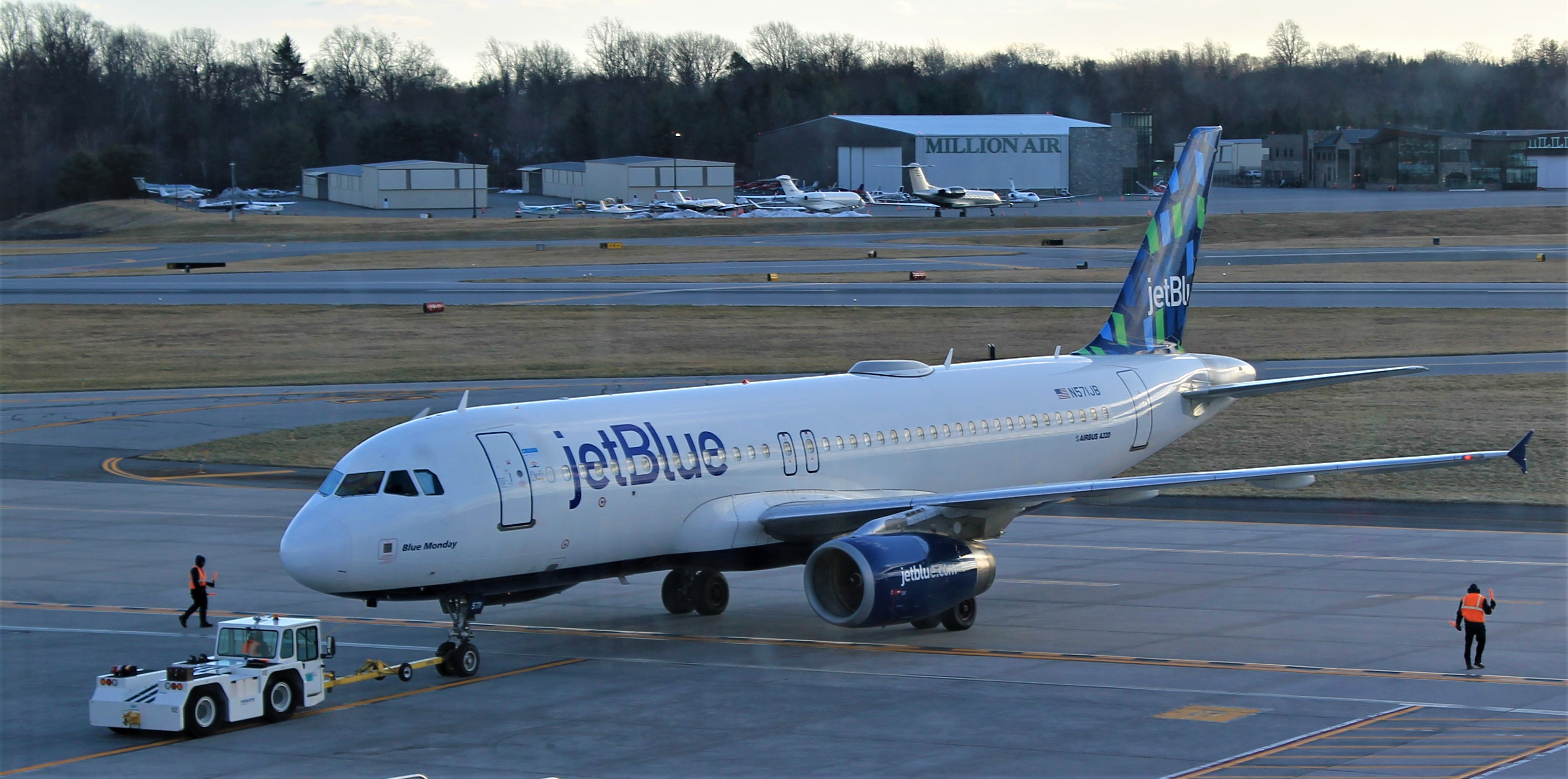
A320-232 de JetBlue (N571JB) avec son radôme particulier au milieu du tronçon.

Début janvier 2019, la compagnie commande 60 Airbus A220-300.
En avril 2022, JetBlue Airways annonce émettre une offre d'achat sur Spirit Airlines pour 3,6 milliards de dollars.

## Identité
Chaque appareil dispose d'une dérive arborant une livrée unique reprenant les nuances de bleu du logo de la compagnie. Cette pratique est rare dans l'aviation commerciale[réf. souhaitée].
La plupart des appareils possèdent également un nom dans le champ lexical du « Blue ».

## Flotte

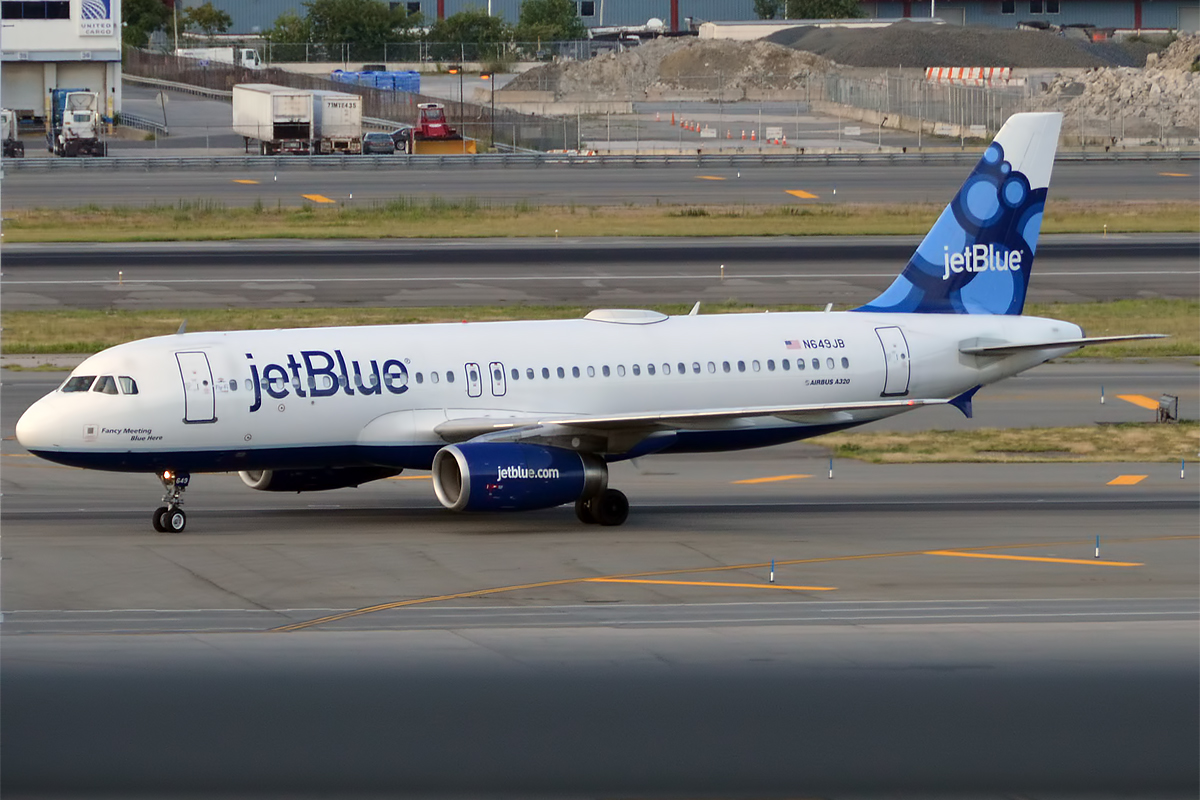
Airbus A320-232 Fancy Meeting Blue Here

En avril 2025, les appareils suivants sont en service au sein de la flotte de JetBlue Airways,.

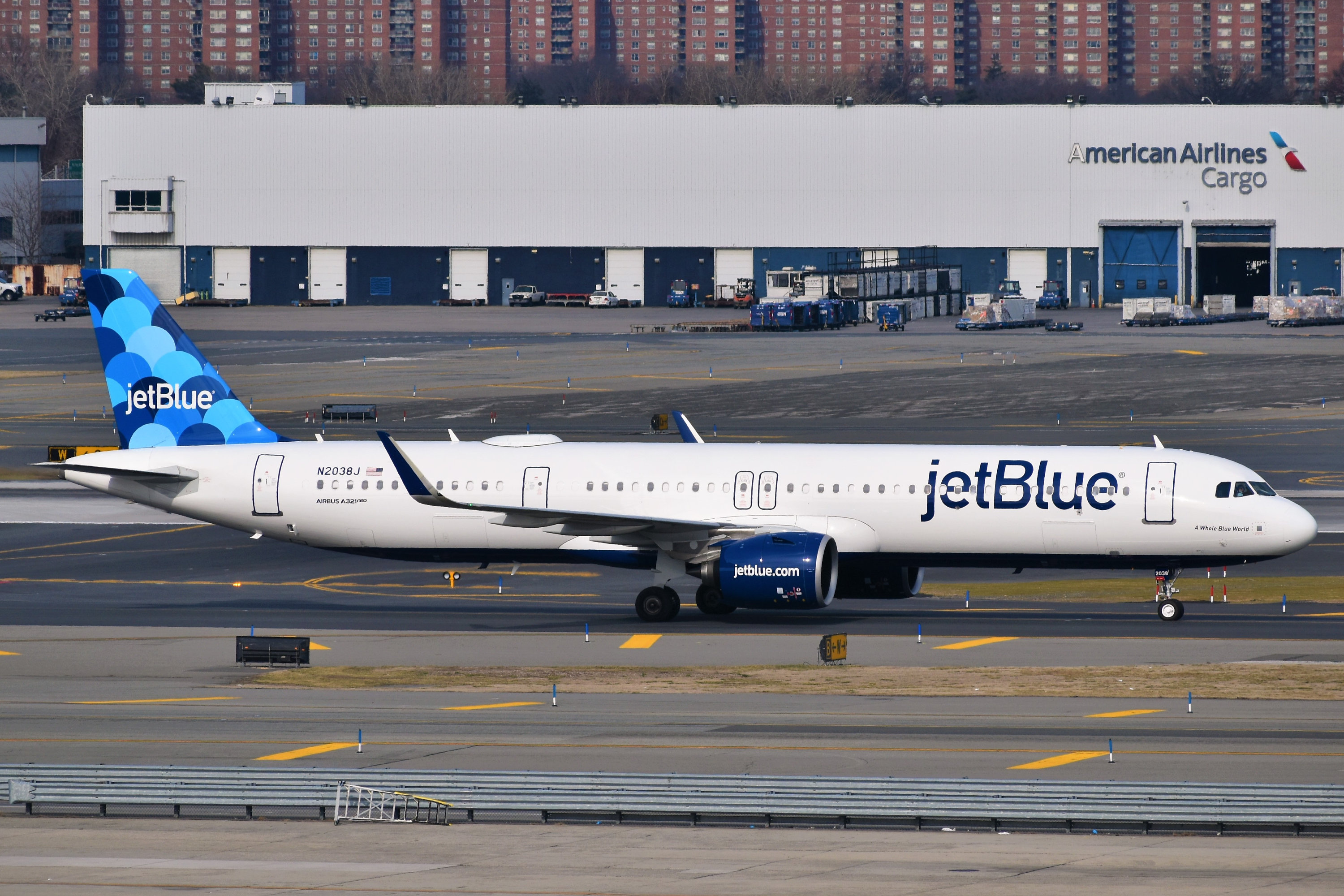
Airbus A321neo (N2038J) à l'aéroport de New-York JFK

## Récompenses
JetBlue Airways a été élue meilleure compagnie aérienne à bas prix en Amérique du Nord en 2009 selon Skytrax. De plus, elle est classée 3 étoiles Skytrax.

## Galerie

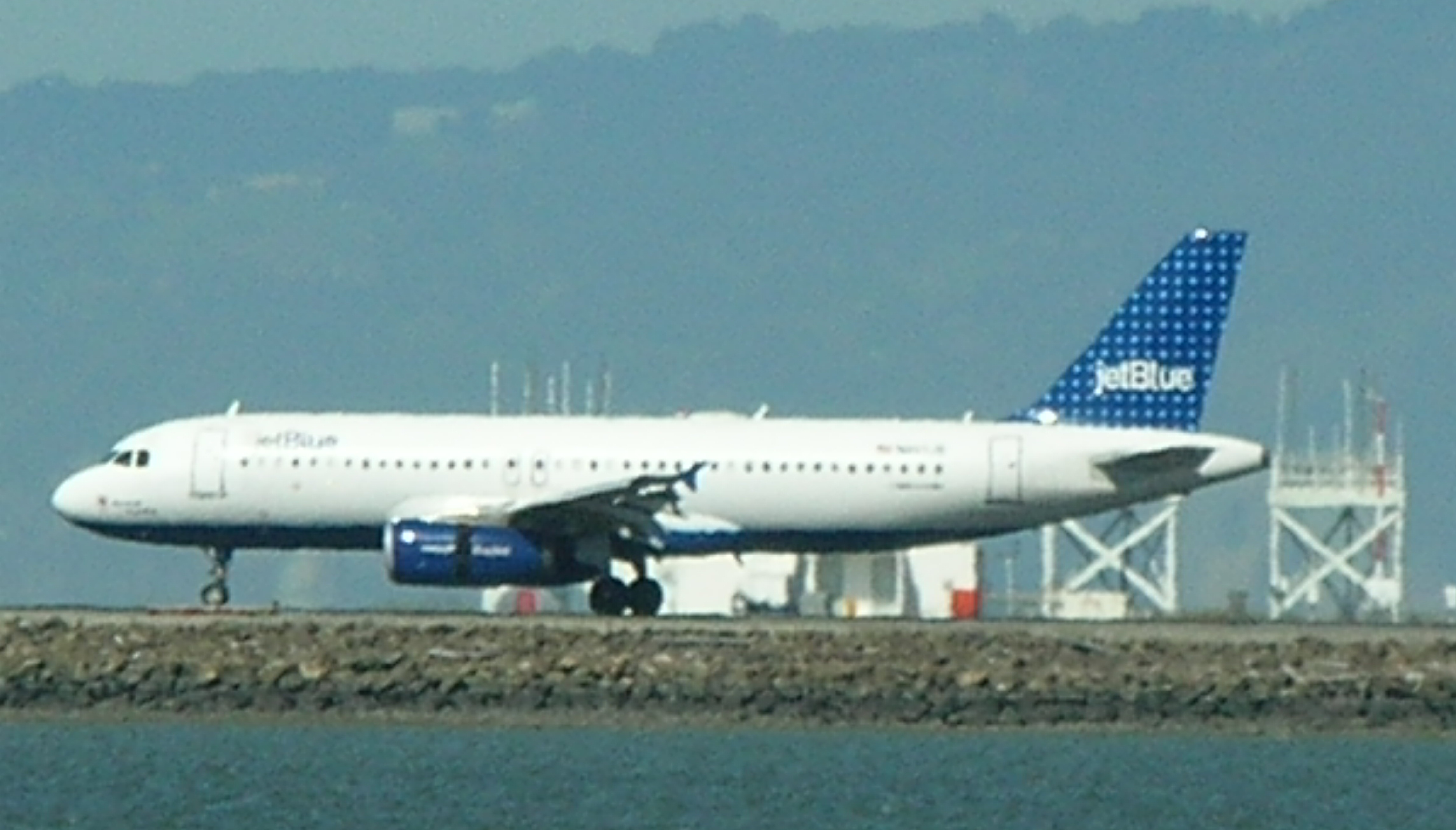
Airbus A320-200
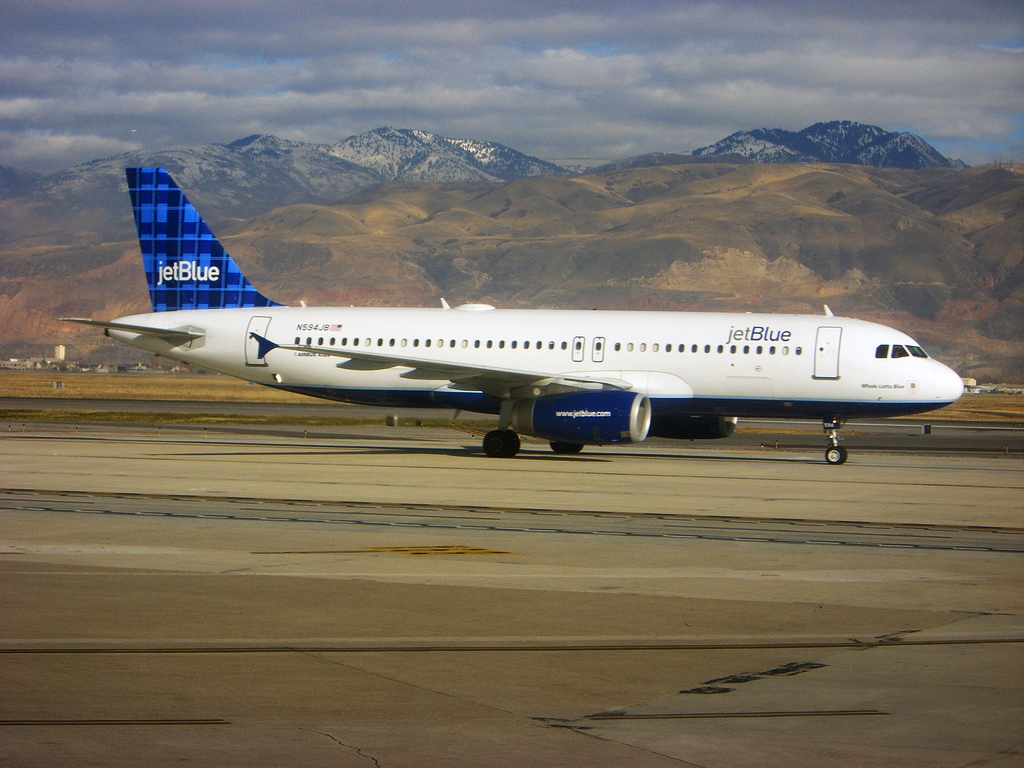
Airbus A320-200
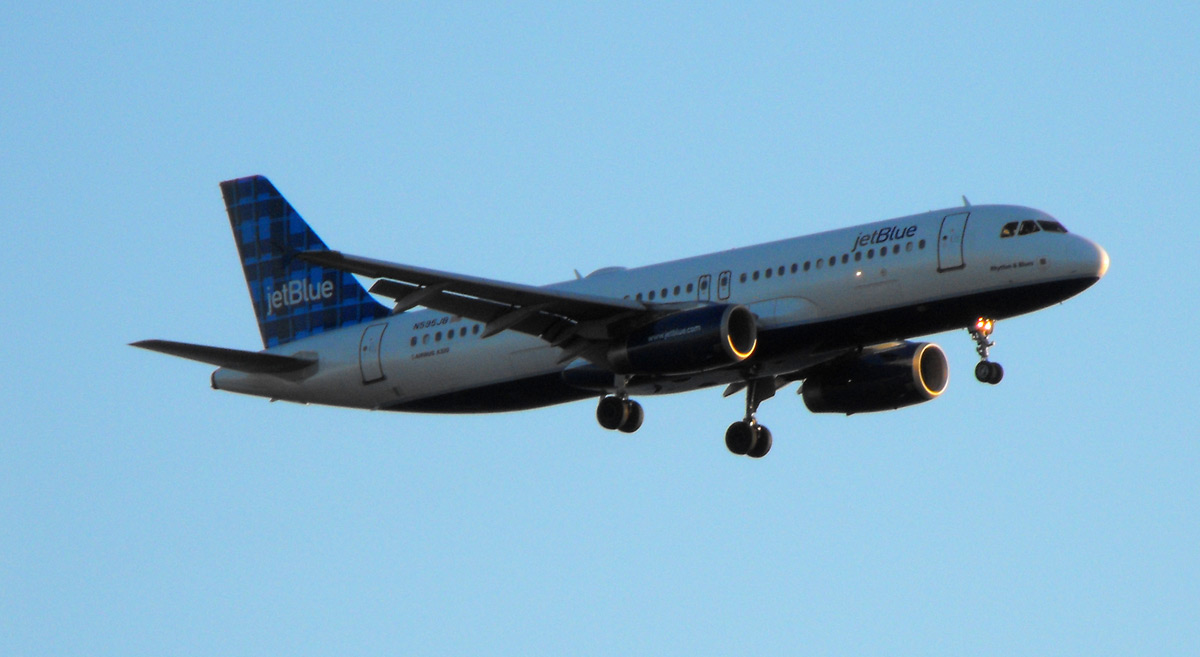
Airbus A320-200
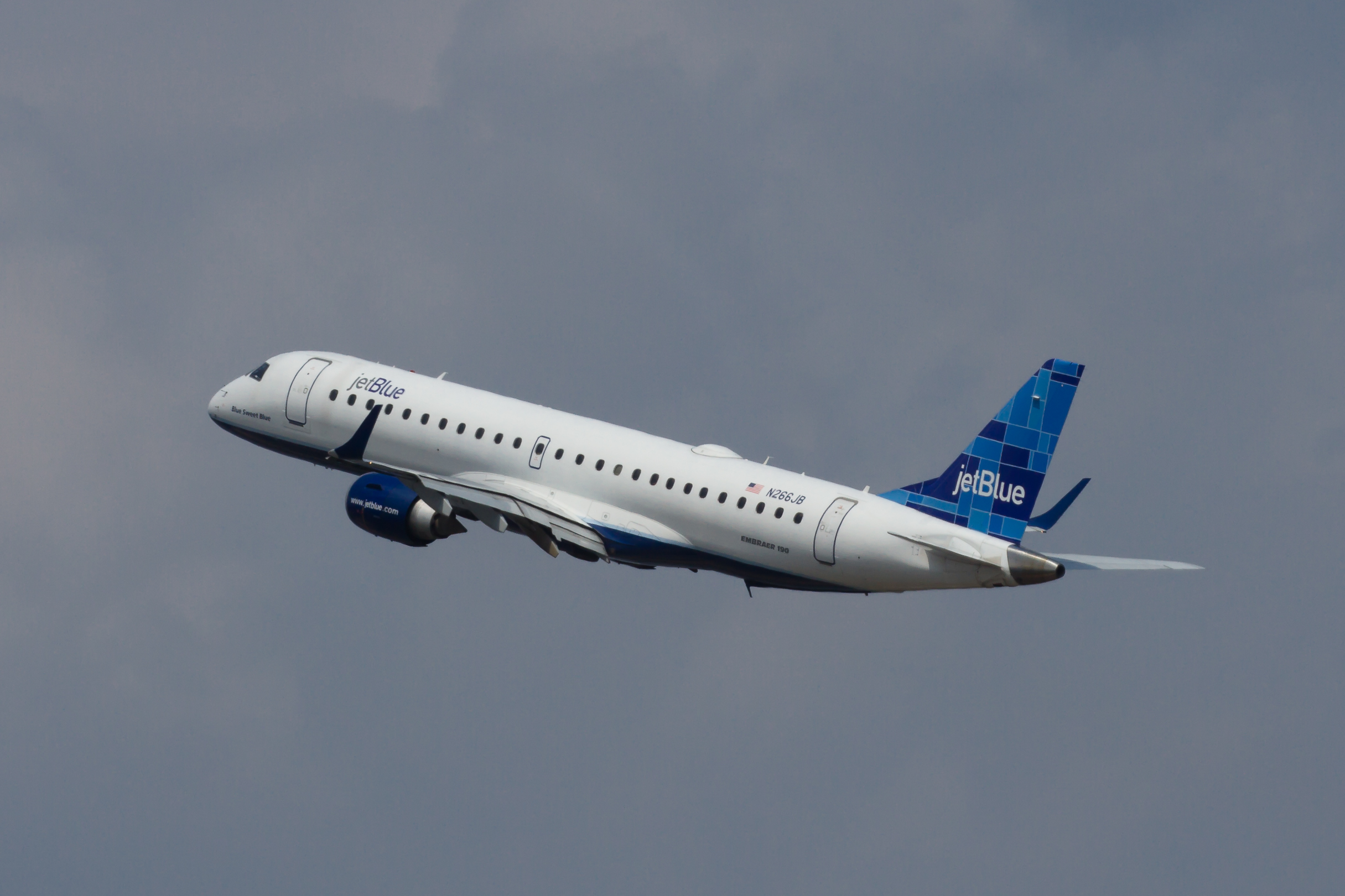
Embraer 190